# خیابان باند (فیلم)
«خیابان باند» (انگلیسی: Bond Street (film)) فیلمی در ژانر درام به کارگردانی گوردون پری است که در سال ۱۹۴۸ منتشر شد. از بازیگران آن می‌توان به جین کنت، رولاند یانگ، و هیزل کورت اشاره کرد.